# Final Destination 2
Final Destination 2 är en amerikansk skräckfilm från 2003 i regi av David R. Ellis, med Ali Larter, A.J. Cook, Michael Landes och David Paetkau i rollerna.

## Handling
Efter att ha fått en vision om att en stor kedjekrock med många döda kommer att ske på motorvägen får Kimberly panik och blockerar vägen med sin bil. Detta gör att hon samt flera andra blir fast på en påfart i stället för att vara med på vägen där den seriekrock hon sett i sin vision sker. De som hindrades av Kimberly och klarade sig från olyckan har dock inte klarat sig undan helt. Döden har en plan för när alla ska dö och börjar på olika sätt ta livet av de överlevande på diverse kreativa sätt. Kimberly lyckas få tag på någon som varit med om precis samma sak tidigare, nämligen Clear Rivers (som även var en av karaktärerna i den första filmen i serien).

## Rollista
| Ali Larter             | – Clear Rivers    |
| A.J. Cook              | – Kimberly Corman |
| Michael Landes         | – Thomas Burke    |
| David Paetkau          | – Evan Lewis      |
| James Kirk             | – Tim Carpenter   |
| Lynda Boyd             | – Nora Carpenter  |
| Keegan Connor Tracy    | – Kat             |
| Jonathan Cherry        | – Rory            |
| Terrence 'T.C.' Carson | – Eugene Dix      |
| Justina Machado        | – Isabella Hudson |
| Sarah Carter           | – Shaina          |
| Alejandro Rae          | – Dano            |
| Shaun Sipos            | – Frankie         |
| Andrew Airlie          | – Mr. Corman      |

## Tagline
- You can't cheat death twice.
- Death may be closer than it appears.
- More Speed. More Horror. More Death.

## Om filmen
Filmen regisserades av David R. Ellis och är 90 minuter lång. Detta är den andra delen i en serie om hur döden ser till att planen då folk ska dö följs. Filmseriens stora signum är de kreativa kedjor av händelser som döden sätter igång för att ta kål på sina offer.

### Övriga filmer i serien
- Final Destination (2000)
- Final Destination 3 (2006)
- The Final Destination (2009)
- Final Destination 5 (2011)